# 格雷文马赫体育俱乐部
格雷文马赫竞技俱乐部（CS Grevenmacher），是位於卢森堡東部市鎮格雷文马赫的一个職業足球俱乐部。该俱乐部成立于1909年。
2015-16赛季，俱乐部排名垫底，因此從盧森堡國家足球聯賽降級，這是自1984-85赛季以來該俱樂部首次降級。

## 榮譽
盧森堡國家足球聯賽
- 冠軍 (1)：2002–03
- 亞軍 (7)：1993–94, 1994–95, 1995–96, 1996–97, 1999–2000, 2000–01, 2001–02

盧森堡盃
- 冠軍 (4)：1994–95, 1997-98, 2002–03, 2007–08
- 亞軍 (4)：1950–51, 1952–53, 1953–54, 1958–59